# جائزة هوغو لأفضل رواية
جائزة هوغو لأفضل رواية هي واحدة من جوائز هوغو تمنح كل عام لقصص الخياة العلمي والفانتازيا المنشورة باللغة الإنجليزية أو المترجمة إلى اللغة الإنجليزية خلال العام الماضي. تتاح الجائزة لأعمال الخيال من 40,000 كلمة أو أكثر.